# موج حاره‌ای

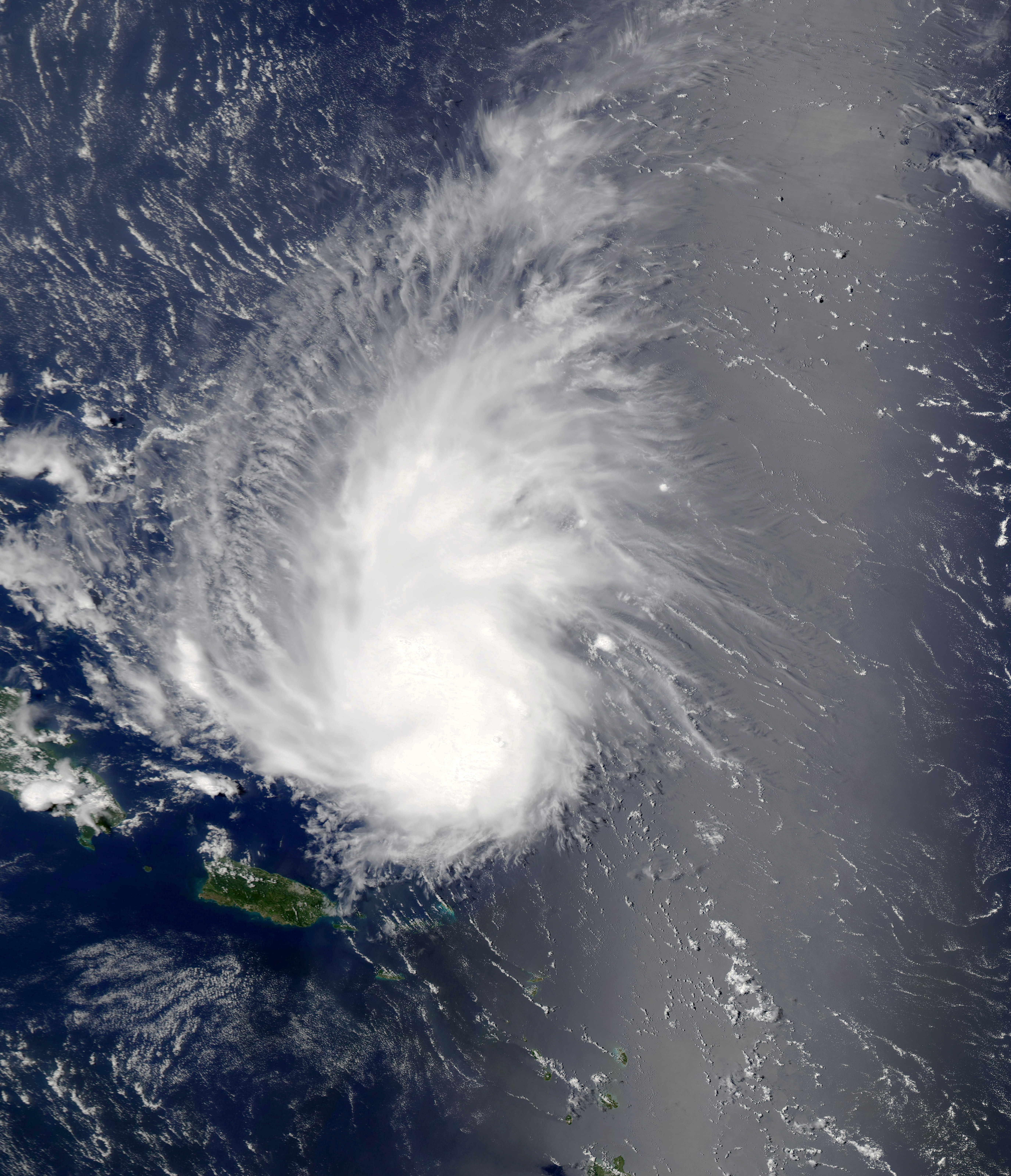
توفان حاره‌ای دوریان در سال ۲۰۱۳ به‌شکل یک موج حاره‌ای در شمال پورتوریکو (۲۹ ژوئیه ۲۰۱۳).

موج حارّه‌ای (انگلیسی: Tropical wave) که موج شرقی، موج حارّه‌ای شرقی و موج شرقی آفریقا نیز نامیده می‌شود، در پیرامون اقیانوس اطلس وجود دارد و نوعی ناوه اتمسفری و یک منطقه دراز با فشار نسبتاً کم هوا با جهت شمال به جنوب است که از شرق به غرب در سراسر مناطق حاره‌ای حرکت می‌کند و باعث ایجاد مناطق ابری و توفان تندری می‌شود.
موج‌های حاره‌ای در جریان‌های شرقی در امتداد سمت استوایی عرض‌های اسبی یا کمربندهای پرفشار واقع درشمال و جنوب منطقه همگرایی درون‌حاره‌ای، تشکیل می‌شوند. این امواج معمولاً توسط بادهای شرقی غالب در امتداد مناطق حاره‌ای و نیمه‌حاره‌ای نزدیک خط استوا به سمت غرب منتقل می‌شوند. امواج حاره‌ای همچنین می‌توانند منجر به تشکیل چرخندهای حاره‌ای در شمال حوضه اقیانوسی اطلس و شمال‌شرقی حوضه اقیانوسی آرام شوند.
موج‌های حاره‌ای غربی نیز می‌توانند باعث تشکیل بخش انتهایی جبهه‌های هوا در مناطق حاره‌ای و مناطق نیمه‌حاره‌ای شده و ممکن است به عنوان امواج شرقی شناخته شوند، اما این امواج به درستی امواج حاره‌ای نامیده نمی‌شوند. این امواج شکلی از ناوه‌های معکوس هستند که بسیاری از ویژگی‌های آن‌ها با موج‌های حاره‌ای مشترک است.